# Tjoply Stan
Tjoply Stan (Russisch: Тёплый Стан, uitspraakⓘ) is een station aan de Kaloezjsko-Rizjskaja-lijn van de Moskouse metro.

## Ligging en ontwerp
Het station werd geopend op 6 november 1987 tijdens de zeventigste verjaardag van de oktoberrevolutie als onderdeel van de zuidelijke verlenging van de Kaloezjsko-Rizjskaja-lijn. Hoewel Tjoply Stan het eindpunt werd zijn er geen keersporen aangelegd en beide sporen werden gebruikt voor aankomende en vertrekkende treinen wat in Moskou vrij ongebruikelijk is. Vlak ten noorden van het station lag tot de verlenging in 1990 een kruiswissel waar de metro's van spoor konden wisselen. Op de plaats van de kruiswissel liggen de sporen vlak bij elkaar en de reizigers kunnen daar de tegenliggers zien. Het ondiep gelegen zuilenstation op 8 meter diepte is ontworpen door de architecten  G.S. Moen, N.I. Sjoemakov en N.V. Sjoerygina. De 52 zuilen op het perron staan op een onderlinge afstand van 6,5 meter en zijn bekleed met wit marmer. De tunnelwanden zijn bekleed met roodbruine keramische tegels en het perron bestaat uit grijs en zwart graniet. De lampen bevinden zich tussen de balken van het plafond. Er is geen stationsgebouw en het perron is aan beide uiteinden met een trap verbonden met een voetgangerstunnel. De noordelijke tunnel heeft uitgangen aan weerszijden van de Profsojoeznaja Oelitsa, de oostelijke heeft uitgangen aan weerszijden van de Novojasenevski Prospekt.   

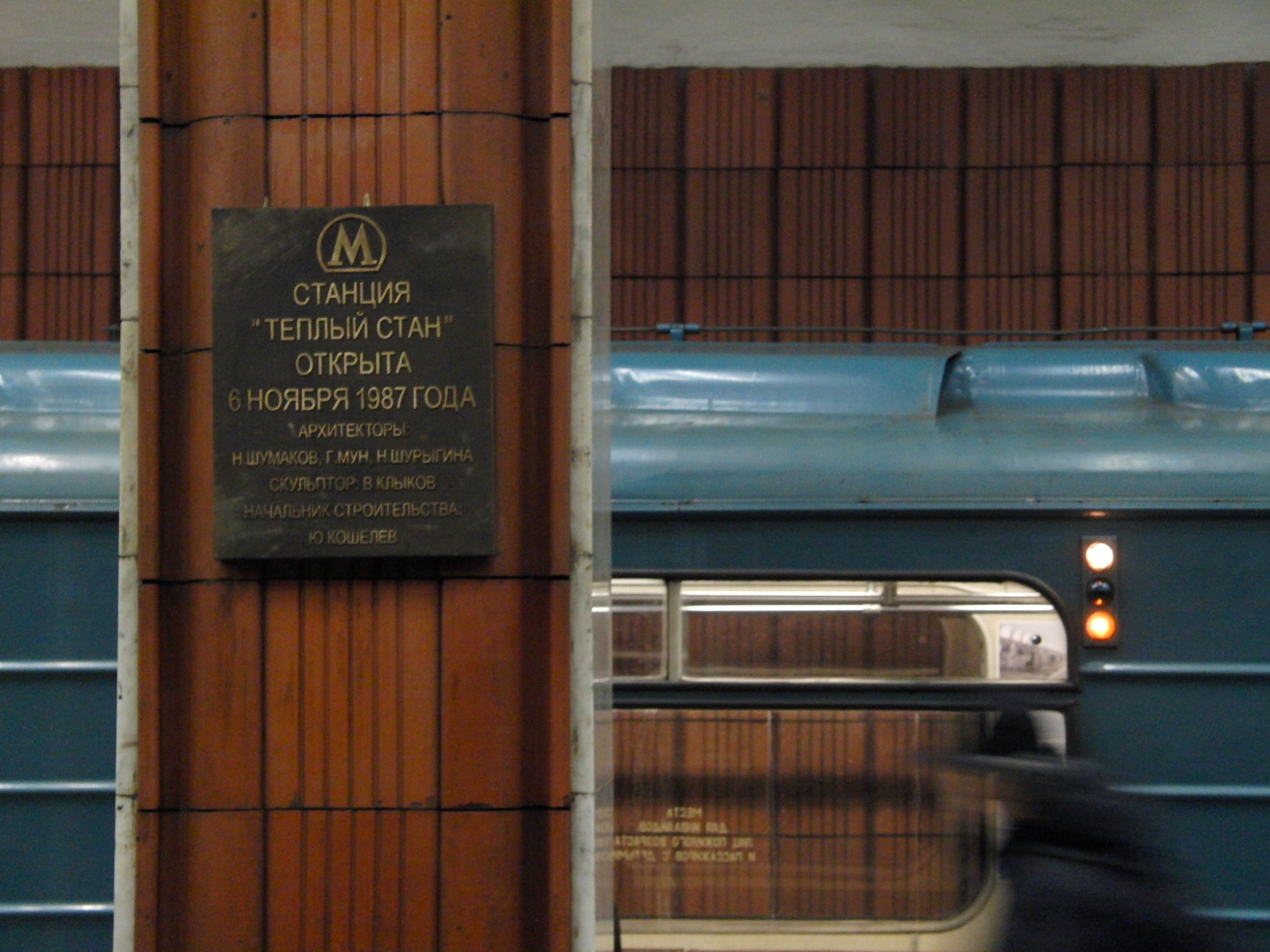
Het officiële naambord
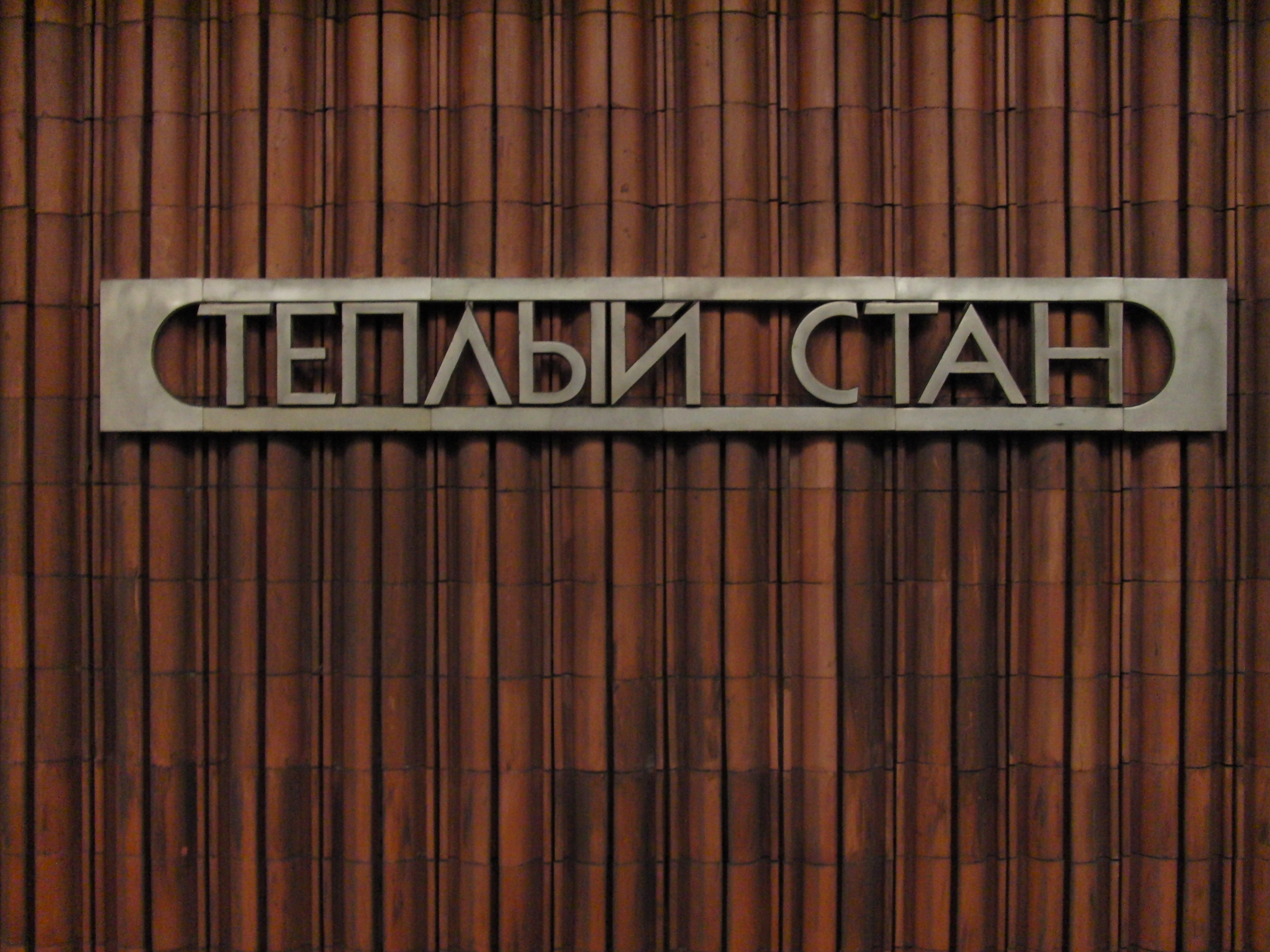
De stationsnaam op de tunnelwand
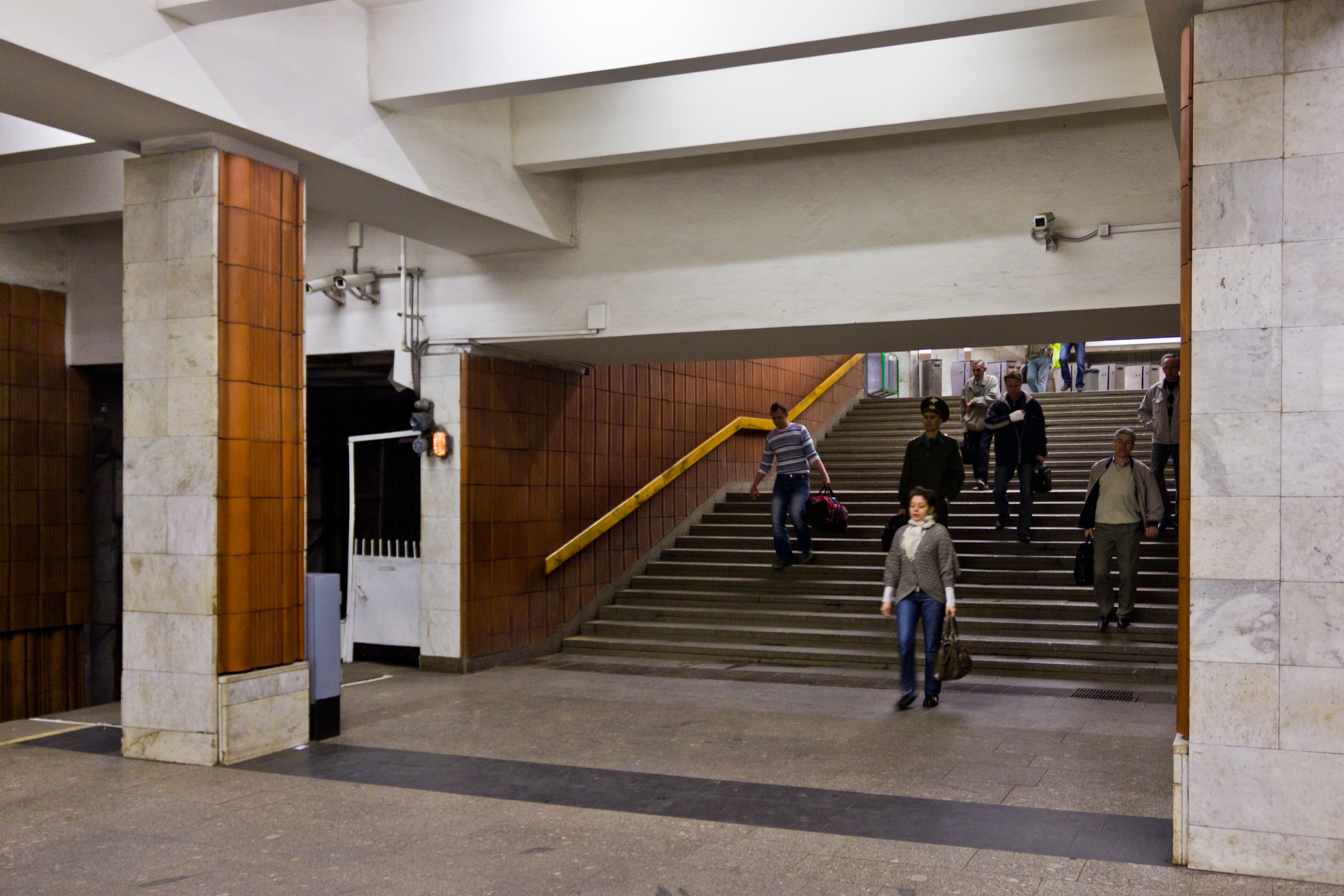
Een van de trappen

## Reizigersverkeer
In maart 2002 werden 73.400 instappers  geteld, in 2010 was dit gestegen tot 95.500. het is een van de drukste metrostations in Moskou omdat hier het busstation is voor diverse buslijnen naar Troitsk en dorpen in Nieuw Moskou zonder spoorvervoer. De eerste trein naar het centrum vertrekt op even dagen om 5:45 uur en op oneven dagen om 6:03 uur. Naar het zuiden vertrekt de eerste trein op even dagen om 5:49 uur op oneven dagen door de week om 6:02 uur en in het weekeinde om 6:00 uur. 